# Église Santa Maria di Loreto
L'église Santa Maria di Loreto  est une église de Rome située dans le rione de Trevi sur la Piazza della Madonna di Loreto, juste en face de la colonne Trajane près du monument à Victor-Emmanuel II.

## Histoire
Après le Jubilé de 1500, l'association Sodalizio dei Fornai a reçu la permission de pape Alexandre VI de construire une église à cet endroit. La construction a commencé en 1507 d'après le projet à plan octogonal d'Antonio da Sangallo le Jeune ; le dôme et la lanterne ont été achevés par Jacopo Del Duca 75 ans plus tard. L'église est construite à l'emplacement d'une ancienne chapelle du XVe siècle, qui contenait une icône de la Vierge de Lorette, l'église actuelle a conservé l'icône et en a repris le nom. Un édifice adjacent avec la même forme de dôme construit au XVIIIe siècle , l'église Santissimo Nome di Maria al Foro Traiano donne l'apparence d'églises jumelles : « Les deux Marie ».

## Architecture et ornementation

### Extérieur

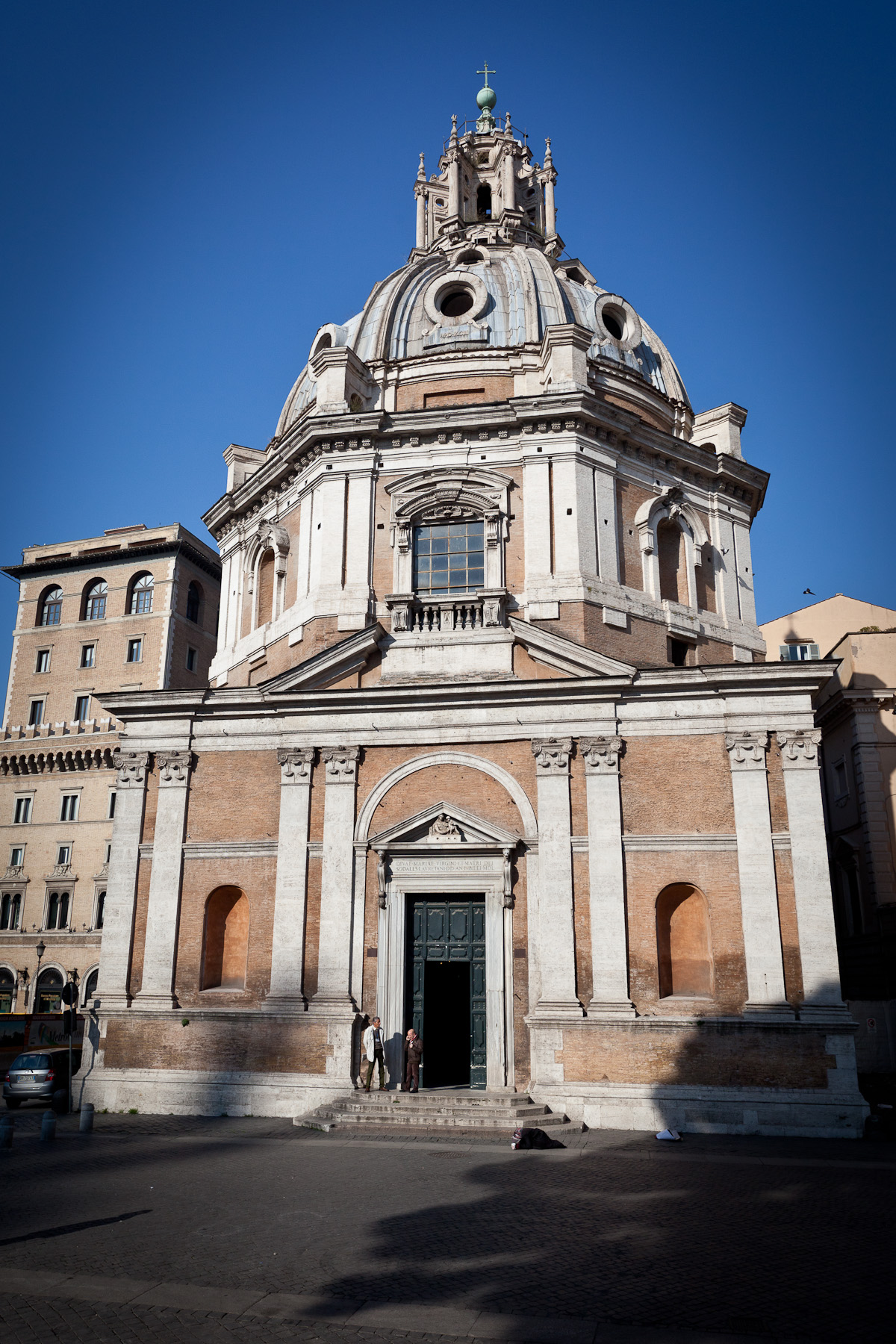
Façade
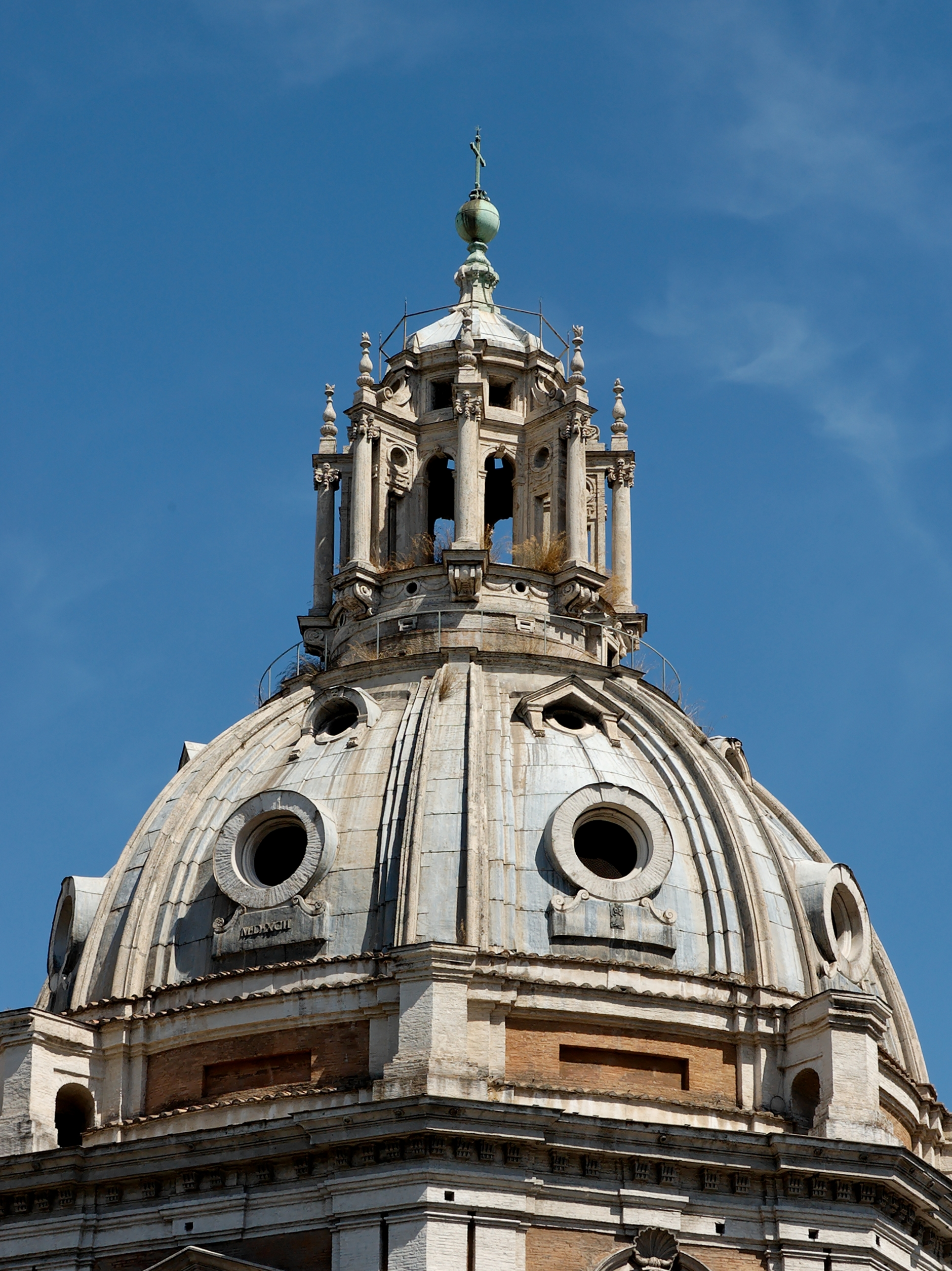
Coupole
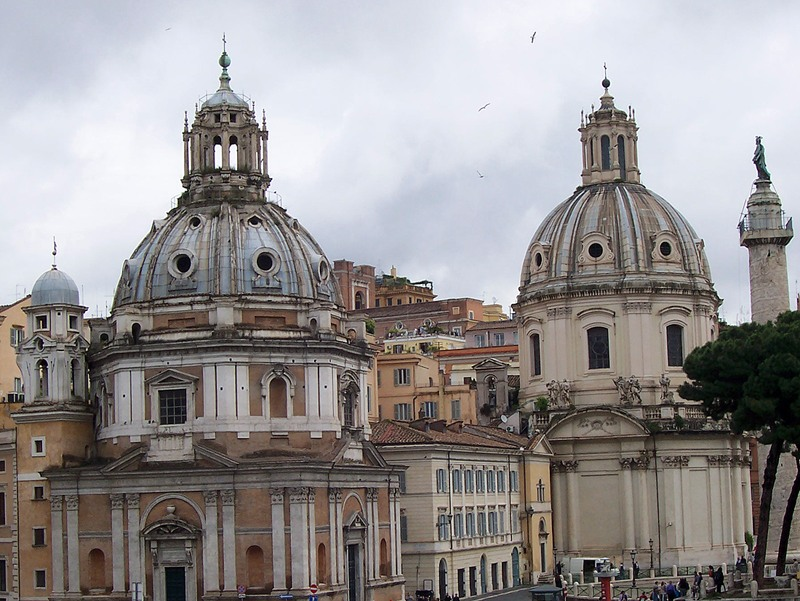
Les "Eglises Jumelles" ou "Les Deux Marie"
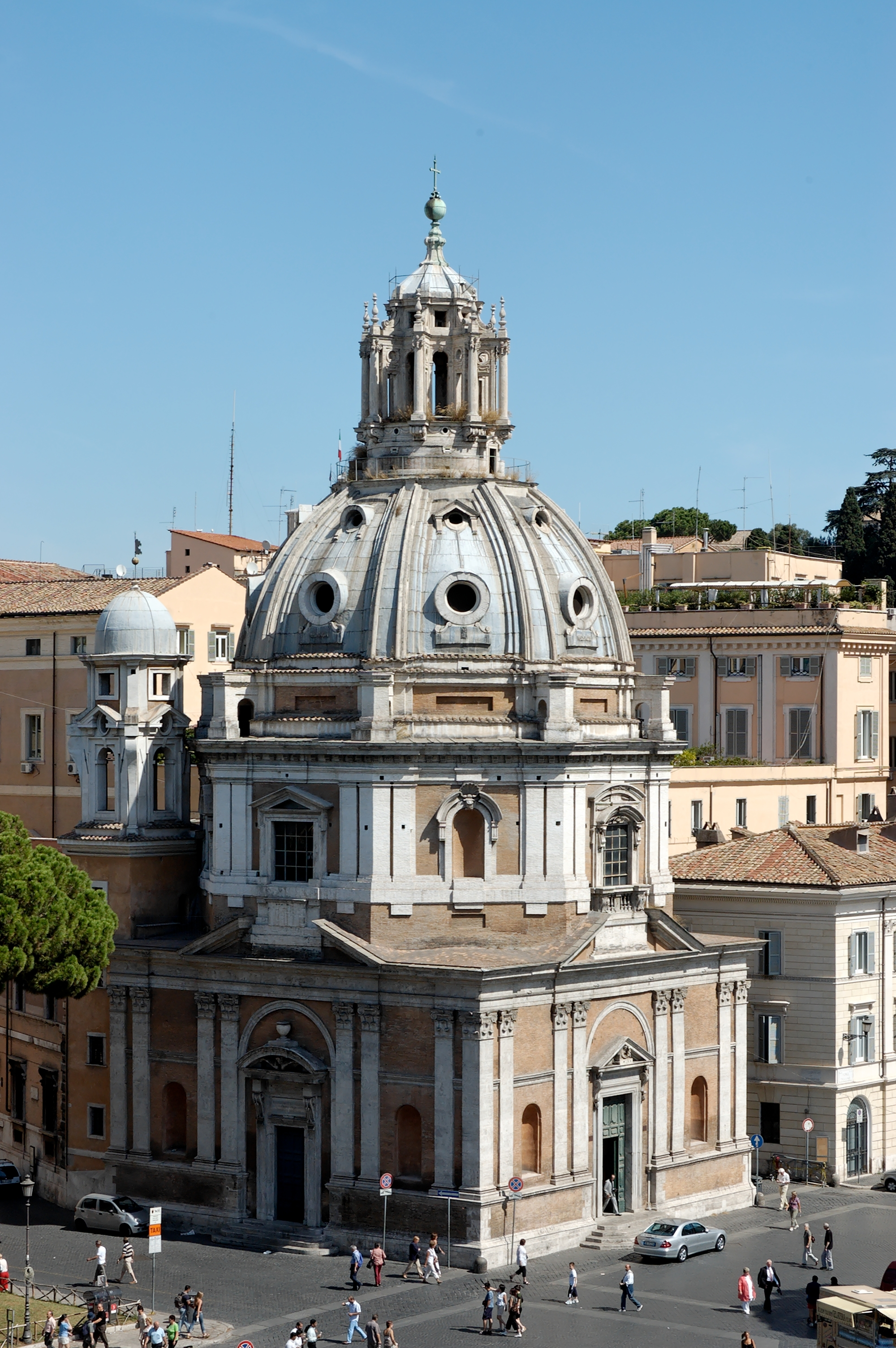

### Intérieur
La décoration intérieure est connue pour sa statuaire comprenant à l'entrée une statue d'Andrea Sansovino ; autour de l'autel, quatre anges de Stefano Maderno ainsi que représentations des quatre saints martyrisés :
- Sainte Agnès de Pompeo Ferrucci,
- Sainte Flavia Domitilla de Domenico de Rossi
- Sainte Cécile de Giuliano Finelli,
- Sainte Suzanne de Francois Duquesnoy.

Une chapelle est couverte de mosaïques de Paolo Rossetti et de fresques, œuvres de l'atelier de Federigo Zuccaro.
La grande chapelle a été construite par Onorio Longhi et peinte à fresque par le Cavalier d'Arpin .

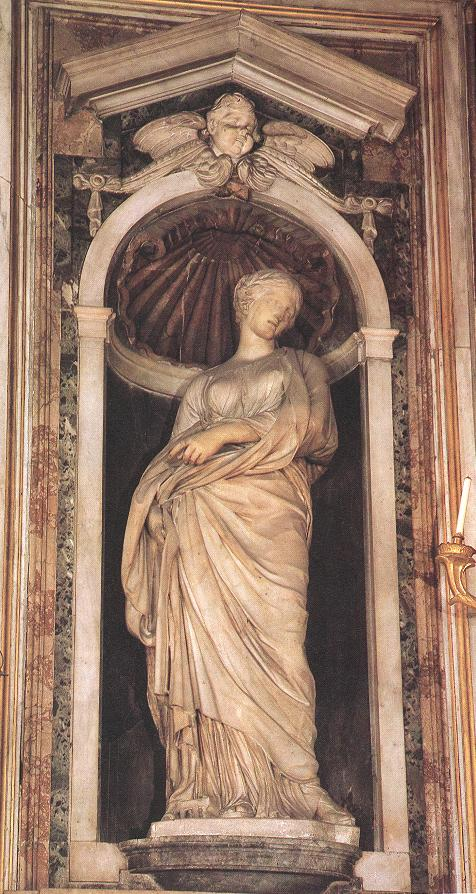
Santa Susanna, Francois Duquesnoy.
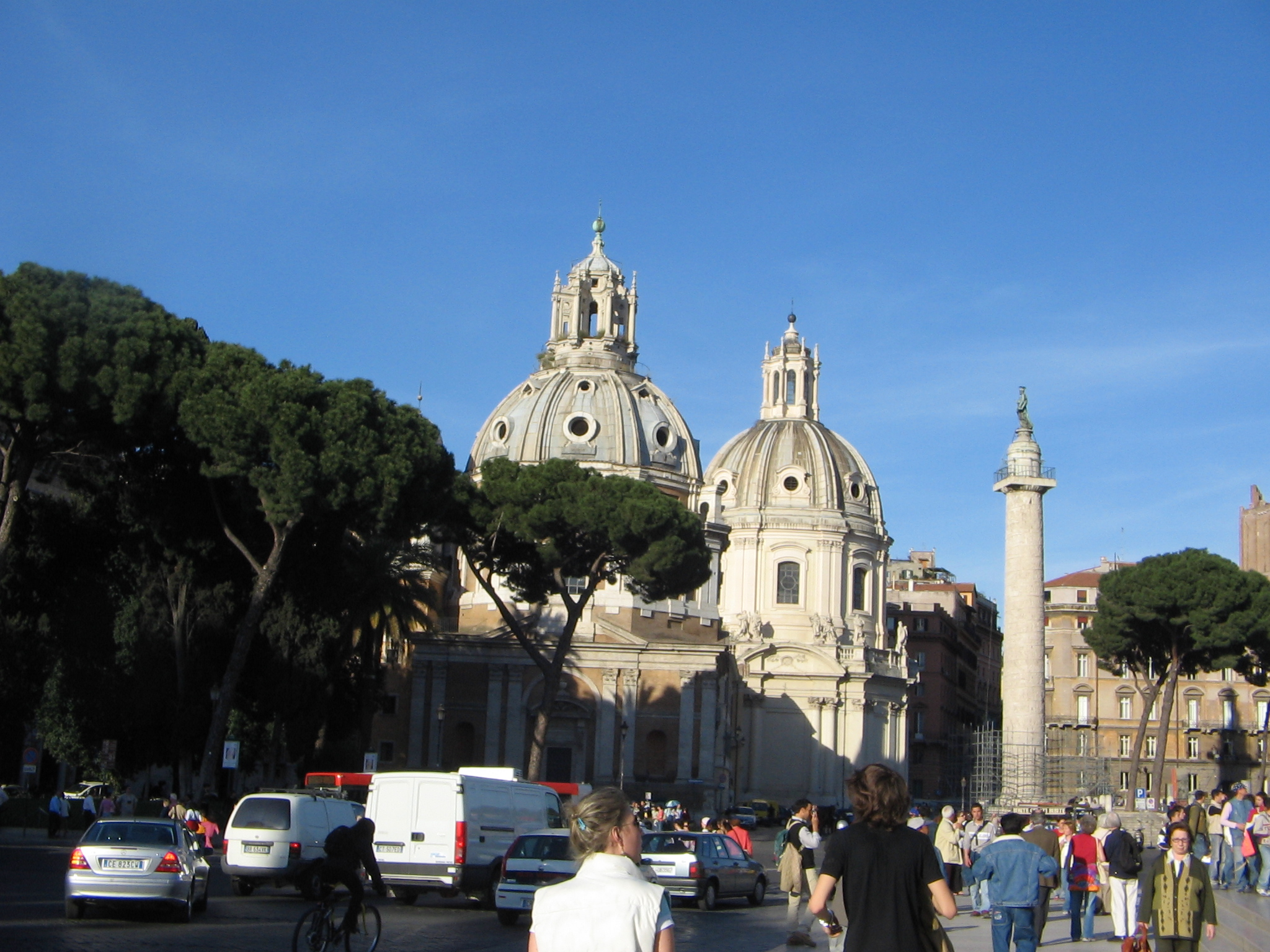
Les « Deux Maries ».
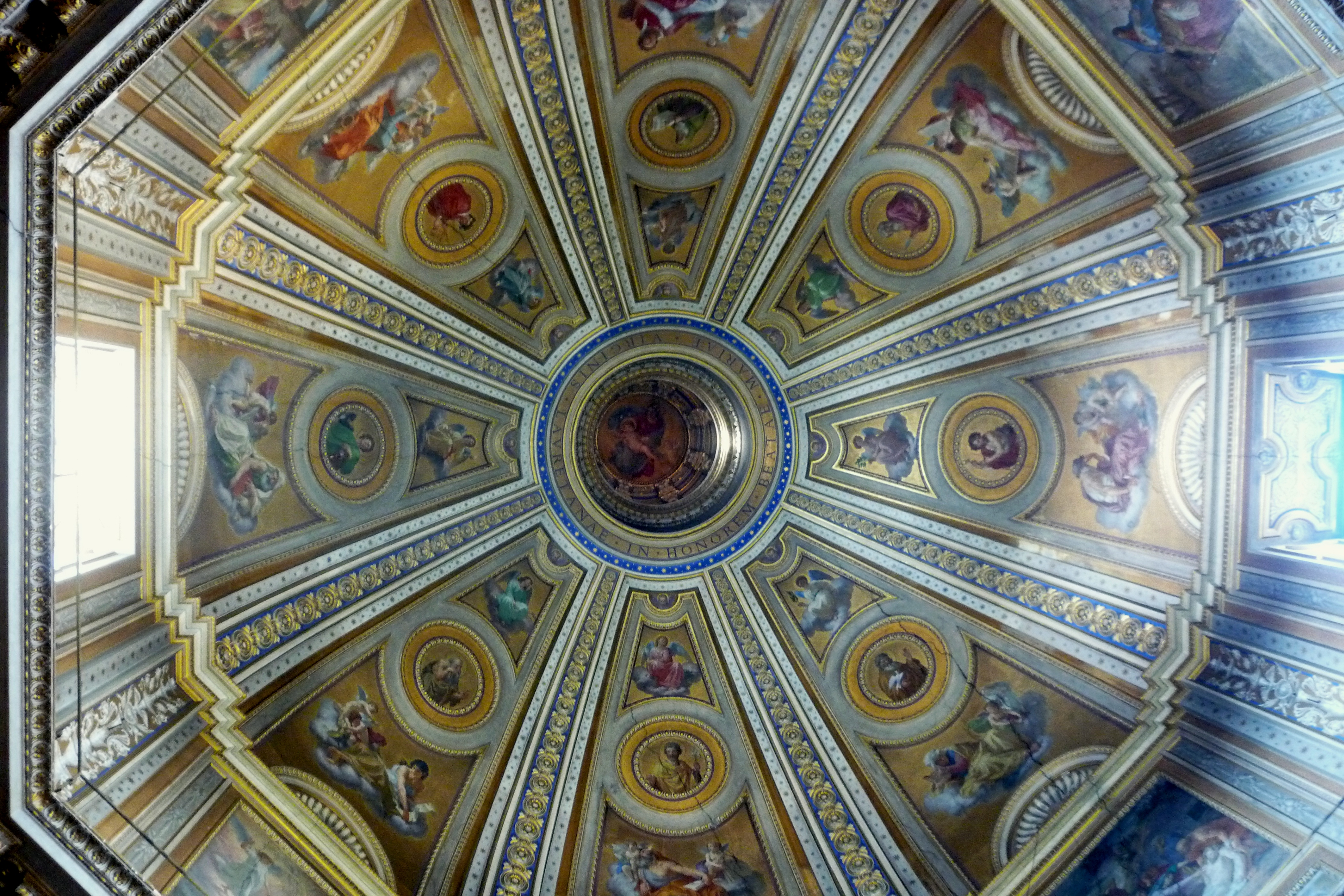
Coupole
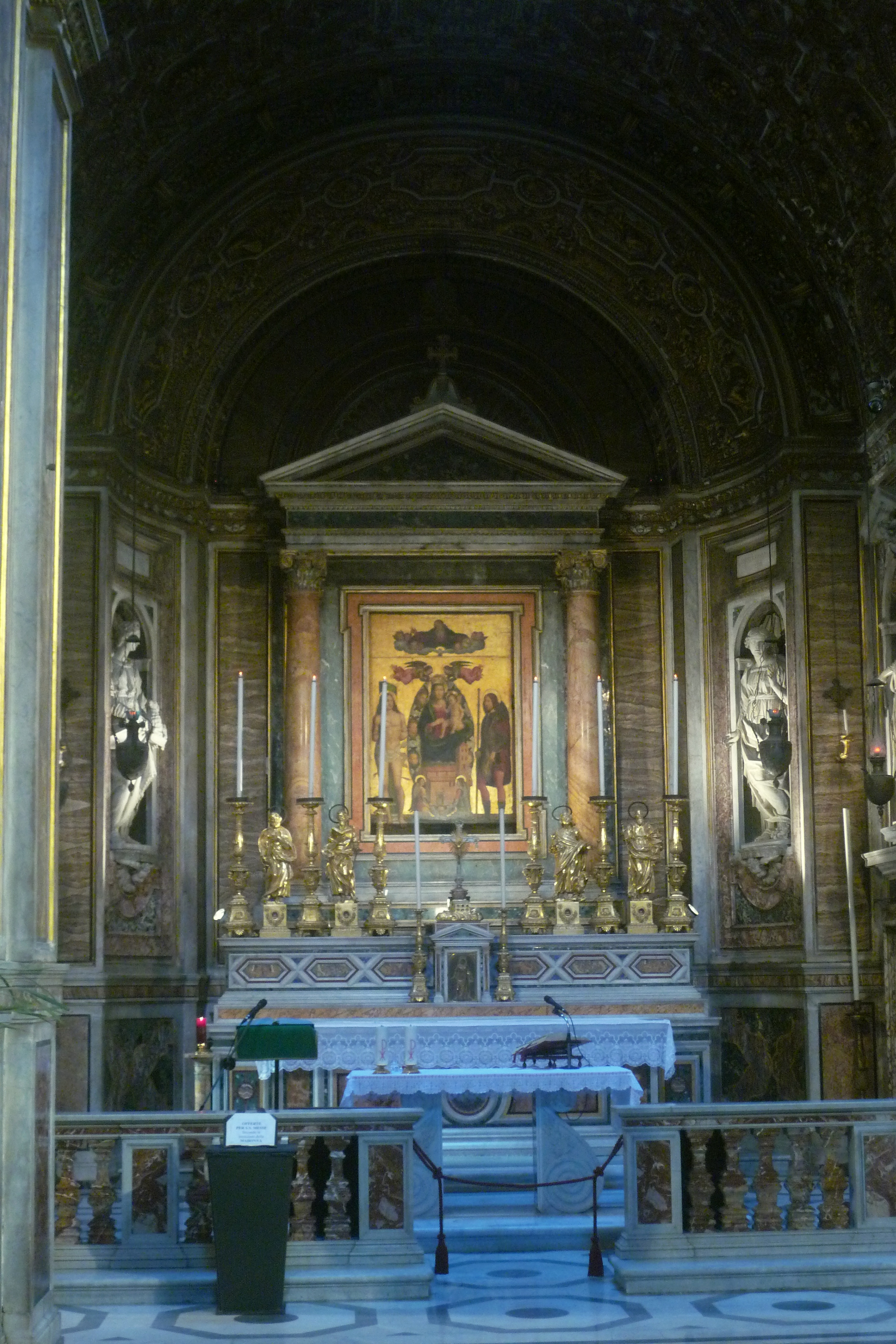
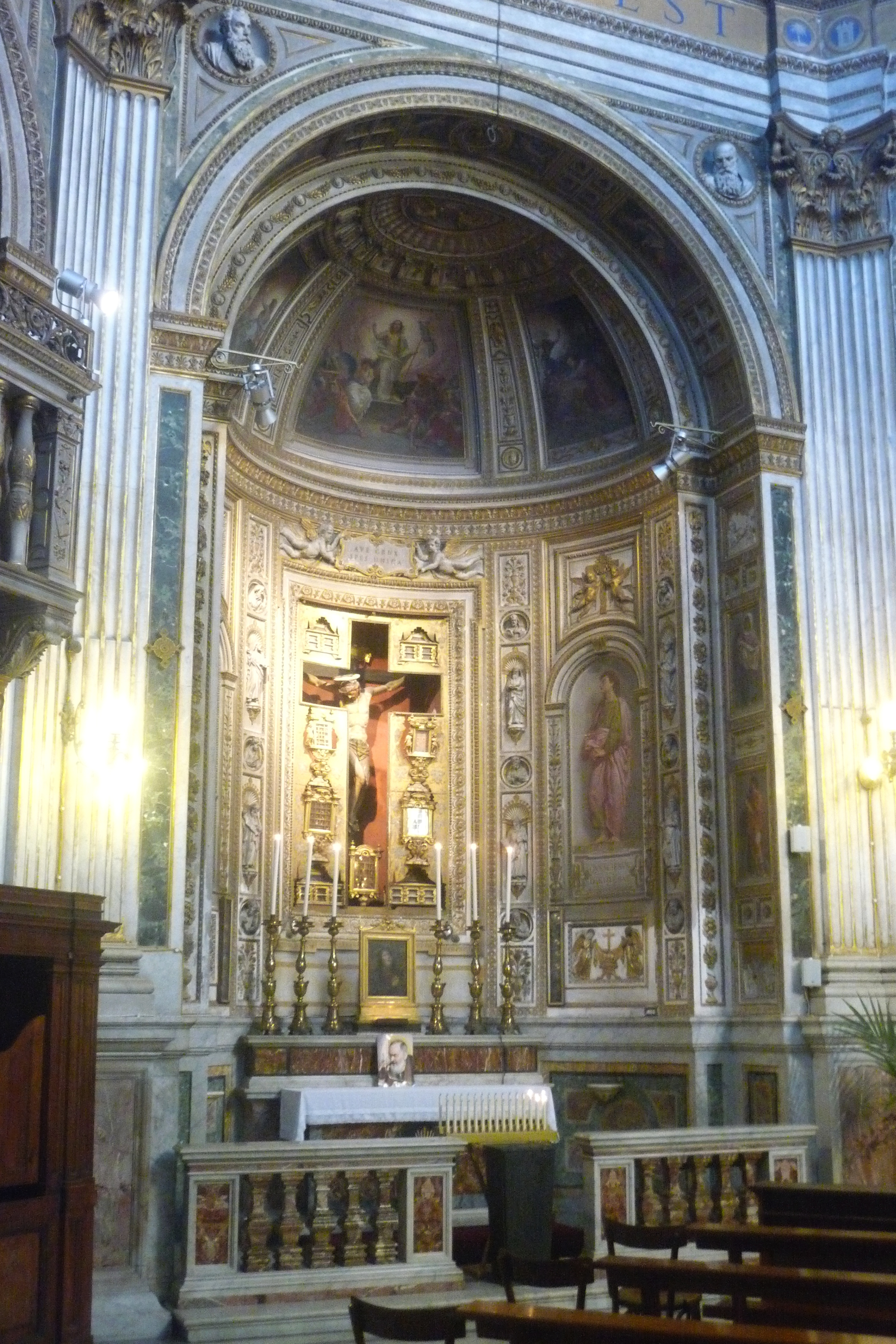